# Guixera
La guixa, guixera, caireta o pedrerol (Lathyrus sativus) és una planta conreada de la família de les Fabaceae dins del gènere Lathyrus. És un llegum que ha perdut molt interès, però que a la serra equatoriana és encara de consum popular. N'existeixen tres varietats:
- Lathyrus asiaticus (Zalkind) Kudr.
- Lathyrus sativas L.
- Lathyrus sativus subsp. asiaticus Zalkind[3]

És una herba anual de la família de les papilionàcies, enfiladissa, de tiges alades, fulles amb dos folíols i un circell terminal ramós, flors rosades, blanques o blavoses i llegum ample i aplanat amb dues estretes ales a la sutura ventral, d'origen desconegut i cultivada com a farratgera i comestible, de 30 a 50 cm d'alt. És cultivada per la seva llavor, la guixa o caireta, que té un alt contingut de proteïna. En l'àmbit mediterrani es cultiva de forma minoritària, però és important com a conreu a certes zones d'Àsia i Àfrica. Tot i això la llavor conté un aminoàcid tòxic que pot arribar a causar la malaltia del latirisme. A Andalusia la farina de guixa, (castellà harina de almorta) s'utilitza per a empanar. Es conrea principalment a l'Índia i Etiòpia, on es valora com a cultiu de collita segura en cas que la sequera faci malbé els conreus principals.

## Usos
A la Manxa amb farina de guixa es prepara un plat molt bàsic i molt antic, les gachas manchegas. Són un complement de sopes, guisats, amanides i altres plats salats. És baixa en greixos i amb alt contingut en fibra.
Consumir-ne com a àpat únic o principal durant períodes molt llargs de temps pot produir la malaltia del latirisme, una afecció de paràlisi i reducció de massa muscular per la presència en la farina d'àcid oxalildiaminopropiònic, un aminoàcid (conegut amb l'acròstic anglès ODAP), que pot causar problemes neurotòxics.
Existeix una gravadura de Goya «Gracias a la almorta» en una de les sèries de Los Desastres de la Guerra, que és un homenatge a aquest llegum per la importància que va tenir en la gran fam de Madrid del 1811.
El 15 de gener de 1944 es publicà un decret sobre la prohibició de la comercialització de les guixes i els productes derivats, després d'identificar aquest llegum com el causant d'una malaltia. A Espanya, i especialment a Catalunya, va adquirir un caràcter epidèmic durant els primers anys de la postguerra, fet que va donar lloc a una sèrie d'investigacions i descripcions clíniques d'interès tant històric com mèdic. Darrerament s'ha introduït el conreu de varietats de guixa que contenen quantitats reduïdes d'ODAP en les zones afectades per latirisme.